# Fréjeville
Fréjeville est une commune française située dans le département du Tarn en région Occitanie. Sur le plan historique et culturel, la commune est dans le Castrais, un territoire essentiellement agricole, entre la rive droite de l'Agout au sud et son affluent, le Dadou, au nord.
Exposée à un climat océanique altéré, elle est drainée par l'Agout et par divers autres petits cours d'eau. La commune possède un patrimoine naturel remarquable : un site Natura 2000 (Les « vallées du Tarn, de l'Aveyron, du Viaur, de l'Agout et du Gijou ») et deux zones naturelles d'intérêt écologique, faunistique et floristique.
Fréjeville est une commune rurale qui compte 721 habitants en 2022, après avoir connu une forte hausse de la population depuis 1975.  Elle fait partie de l'aire d'attraction de Castres. Ses habitants sont appelés les Fréjévillois ou  Fréjévilloises.

## Géographie

### Localisation
La commune se situe dans le département du Tarn, à 9,5 km à l'ouest de Castres, à 35 km au sud d'Albi et à 56 km à l'est de Toulouse.

### Communes limitrophes
| Vielmur-sur-Agout | Carbes     |         |
| Sémalens          | Fréjeville | Castres |
|                   | Saïx       |         |

### Voies de communication et transports
La ligne 765 du réseau régional liO assure la desserte de la commune, en la reliant à Castres et à Saint-Sulpice-la-Pointe.

### Hydrographie
La commune est dans le bassin de la Garonne, au sein du bassin hydrographique Adour-Garonne. Elle est drainée par l'Agout, la Nauze, l'Aybes et par deux petits cours d'eau, qui constituent un réseau hydrographique de 11 km de longueur totale,.
L'Agout, d'une longueur totale de 194,4 km, prend sa source dans la commune de Cambon-et-Salvergues et s'écoule d'est en ouest. Il traverse la commune et se jette dans le Tarn à Saint-Sulpice-la-Pointe, après avoir traversé 35 communes.

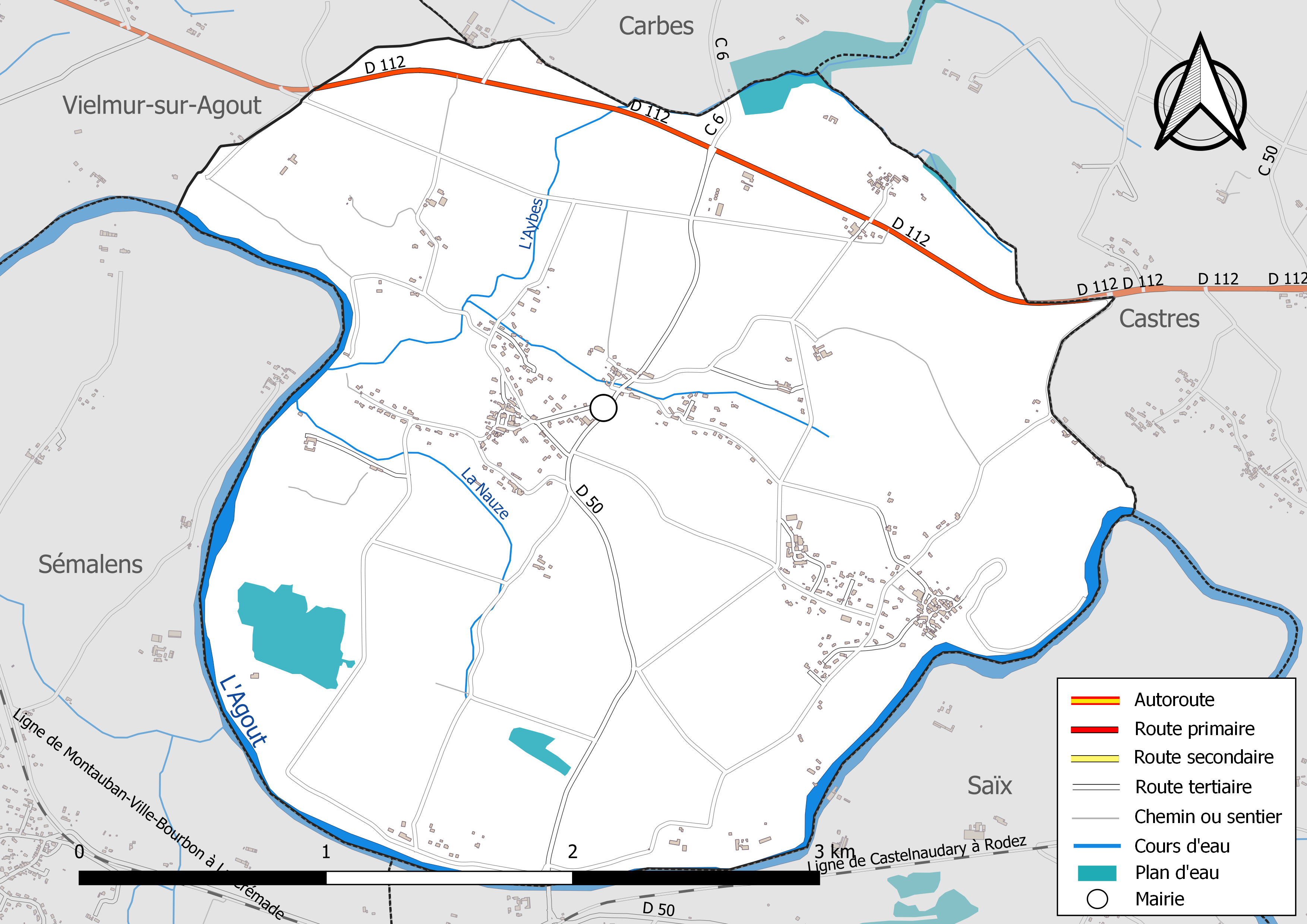
Réseaux hydrographique et routier de Fréjeville.

### Climat
Pour des articles plus généraux, voir Climat de l'Occitanie et Climat du Tarn.
En 2010, le climat de la commune est de type climat du Bassin du Sud-Ouest, selon une étude du Centre national de la recherche scientifique s'appuyant sur une série de données couvrant la période 1971-2000. En 2020, Météo-France publie une typologie des climats de la France métropolitaine dans laquelle la commune est exposée à un climat océanique altéré et est dans la région climatique Aquitaine, Gascogne, caractérisée par une pluviométrie abondante au printemps, modérée en automne, un faible ensoleillement au printemps, un été chaud (19,5 °C), des vents faibles, des brouillards fréquents en automne et en hiver et des orages fréquents en été (15 à 20 jours).
Pour la période 1971-2000, la température annuelle moyenne est de 13,3 °C, avec une amplitude thermique annuelle de 15,7 °C. Le cumul annuel moyen de précipitations est de 713 mm, avec 9,6 jours de précipitations en janvier et 5,2 jours en juillet. Pour la période 1991-2020, la température moyenne annuelle observée sur la station météorologique de Météo-France la plus proche, « Puylaurens », sur la commune de Puylaurens à 12 km à vol d'oiseau, est de 14,4 °C et le cumul annuel moyen de précipitations est de 782,0 mm. 
La température maximale relevée sur cette station est de 42,5 °C, atteinte le 13 août 2003 ; la température minimale est de −16,5 °C, atteinte le 16 janvier 1985,,.
Les paramètres climatiques de la commune ont été estimés pour le milieu du siècle (2041-2070) selon différents scénarios d'émission de gaz à effet de serre à partir des nouvelles projections climatiques de référence DRIAS-2020. Ils sont consultables sur un site dédié publié par Météo-France en novembre 2022.

### Milieux naturels et biodiversité

#### Réseau Natura 2000

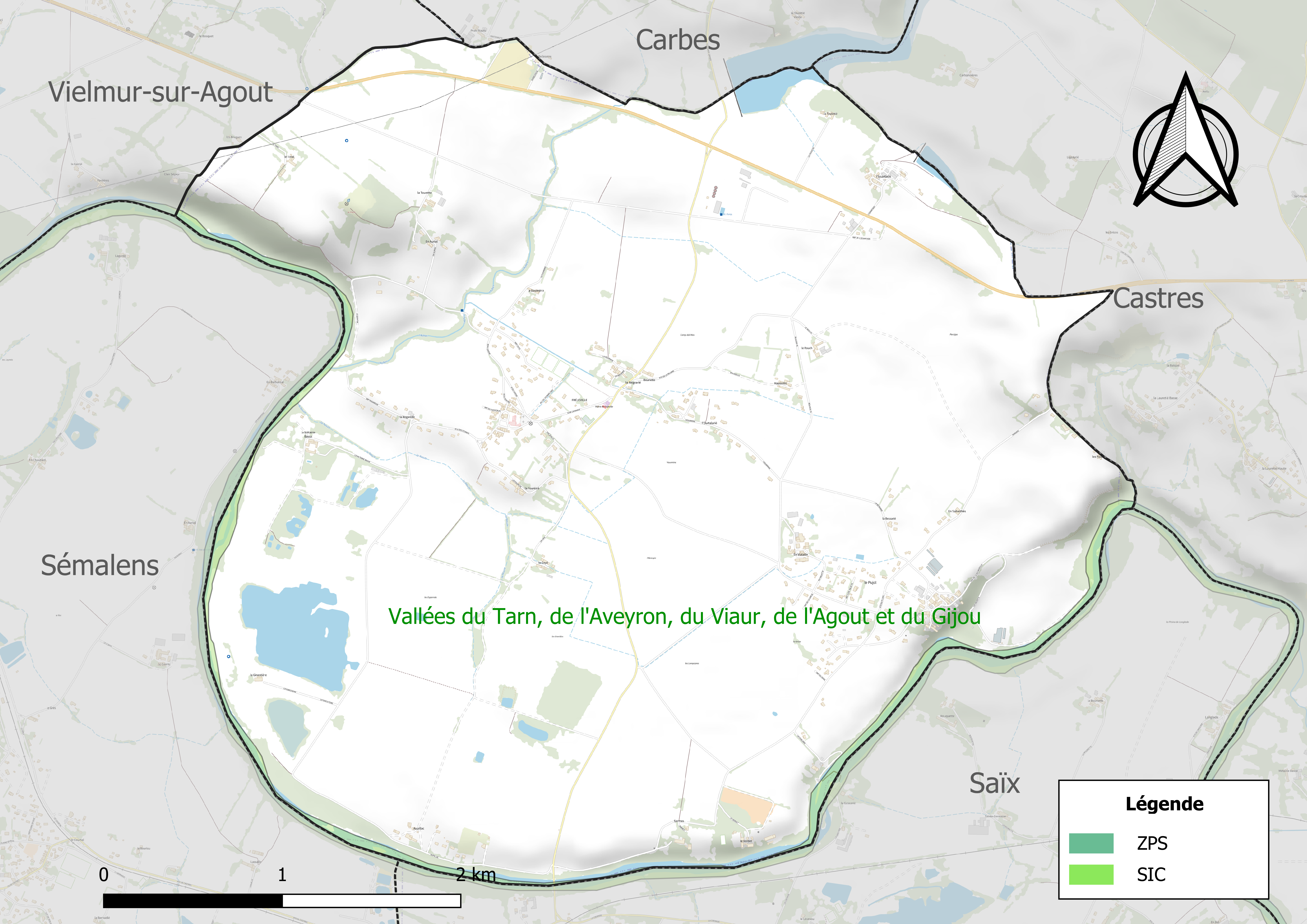
Site Natura 2000 sur le territoire communal.

Le réseau Natura 2000 est un réseau écologique européen de sites naturels d'intérêt écologique élaboré à partir des directives habitats et oiseaux, constitué de zones spéciales de conservation (ZSC) et de zones de protection spéciale (ZPS).
Un site Natura 2000 a été défini sur la commune au titre de la directive habitats : Les « vallées du Tarn, de l'Aveyron, du Viaur, de l'Agout et du Gijou », d'une superficie de 17 144 ha, s'étendant sur 136 communes dont 41 dans l'Aveyron, 8 en Haute-Garonne, 50 dans le Tarn et 37 dans le Tarn-et-Garonne. Elles présentent une très grande diversité d'habitats et d'espèces dans ce vaste réseau de cours d'eau et de gorges. La présence de la Loutre d'Europe et de la moule perlière d'eau douce est également d'un intérêt majeur.

#### Zones naturelles d'intérêt écologique, faunistique et floristique
L’inventaire des zones naturelles d'intérêt écologique, faunistique et floristique (ZNIEFF) a pour objectif de réaliser une couverture des zones les plus intéressantes sur le plan écologique, essentiellement dans la perspective d’améliorer la connaissance du patrimoine naturel national et de fournir aux différents décideurs un outil d’aide à la prise en compte de l’environnement dans l’aménagement du territoire.
Une ZNIEFF de type 1 est recensée sur la commune :
les « gravières de la Ginestière et bords de l'Agoût » (89 ha), couvrant 3 communes du département et une ZNIEFF de type 2, : 
les « rivières Agoût et Tarn de Burlats à Buzet-sur-Tarn » (1 364 ha), couvrant 24 communes du département.

Carte des ZNIEFF de type 1 et 2 à Fréjeville.
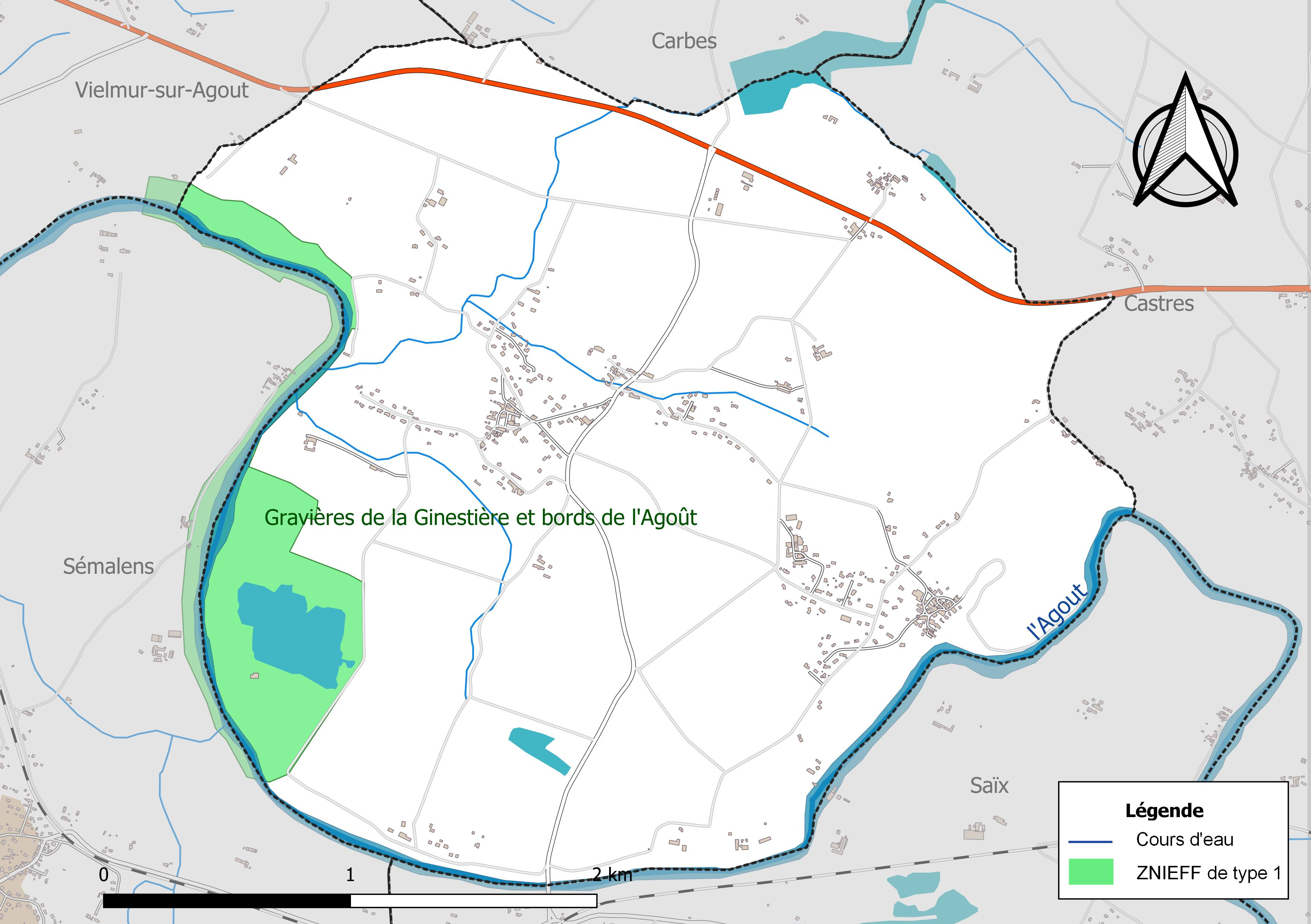
Carte de la ZNIEFF de type 1 sur la commune.
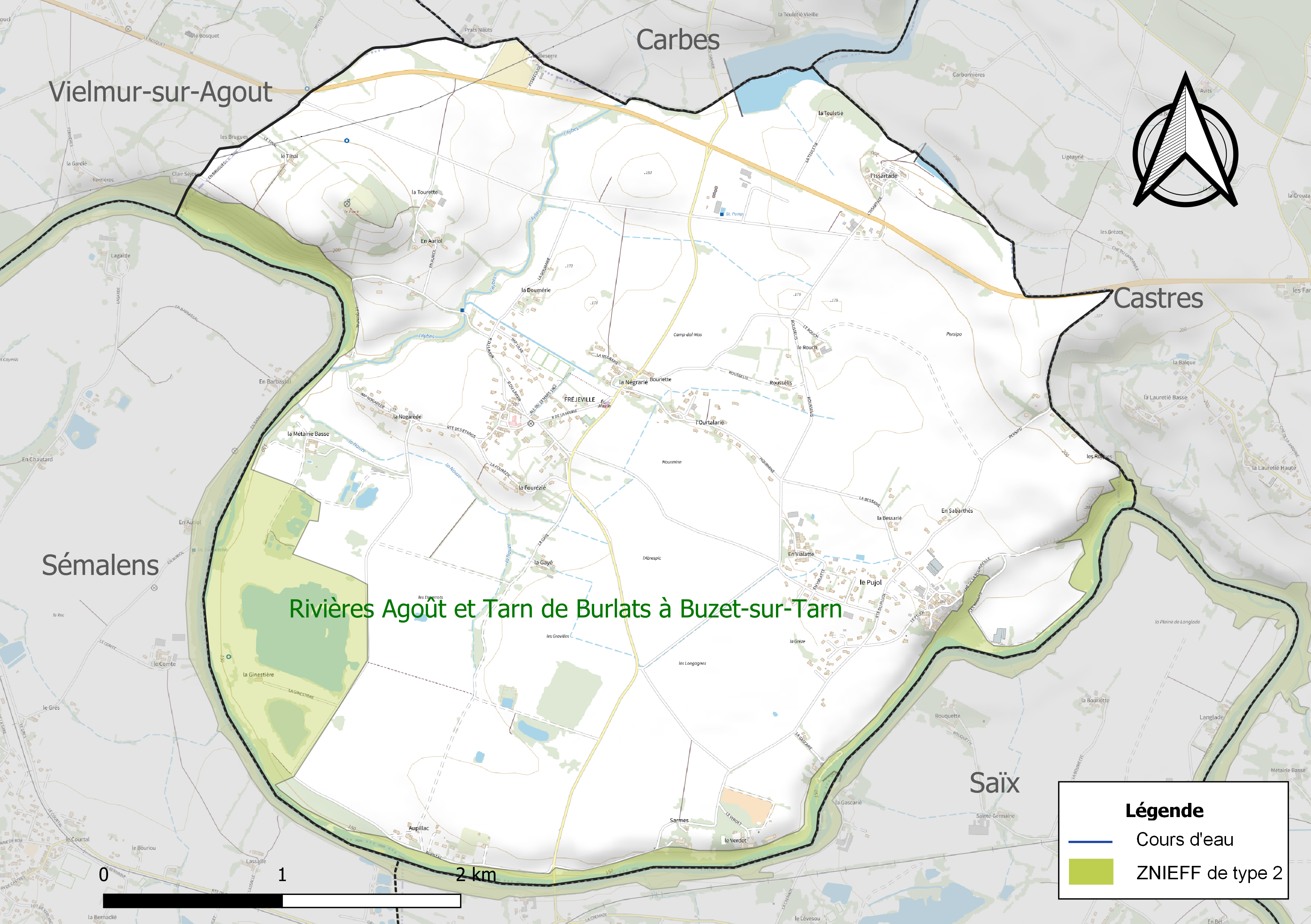
Carte de la ZNIEFF de type 2 sur la commune.

## Urbanisme

### Typologie
Au 1er janvier 2024, Fréjeville est catégorisée commune rurale à habitat dispersé, selon la nouvelle grille communale de densité à sept niveaux définie par l'Insee en 2022.
Elle est située hors unité urbaine. Par ailleurs la commune fait partie de l'aire d'attraction de Castres, dont elle est une commune de la couronne,. Cette aire, qui regroupe 55 communes, est catégorisée dans les aires de 50 000 à moins de 200 000 habitants,.

### Occupation des sols
L'occupation des sols de la commune, telle qu'elle ressort de la base de données européenne d’occupation biophysique des sols Corine Land Cover (CLC), est marquée par l'importance des territoires agricoles (92,1 % en 2018), en diminution par rapport à 1990 (97,3 %). La répartition détaillée en 2018 est la suivante : 
terres arables (75 %), zones agricoles hétérogènes (16,1 %), zones urbanisées (7,9 %), prairies (1 %). L'évolution de l’occupation des sols de la commune et de ses infrastructures peut être observée sur les différentes représentations cartographiques du territoire : la carte de Cassini (XVIIIe siècle), la carte d'état-major (1820-1866) et les cartes ou photos aériennes de l'IGN pour la période actuelle (1950 à aujourd'hui).

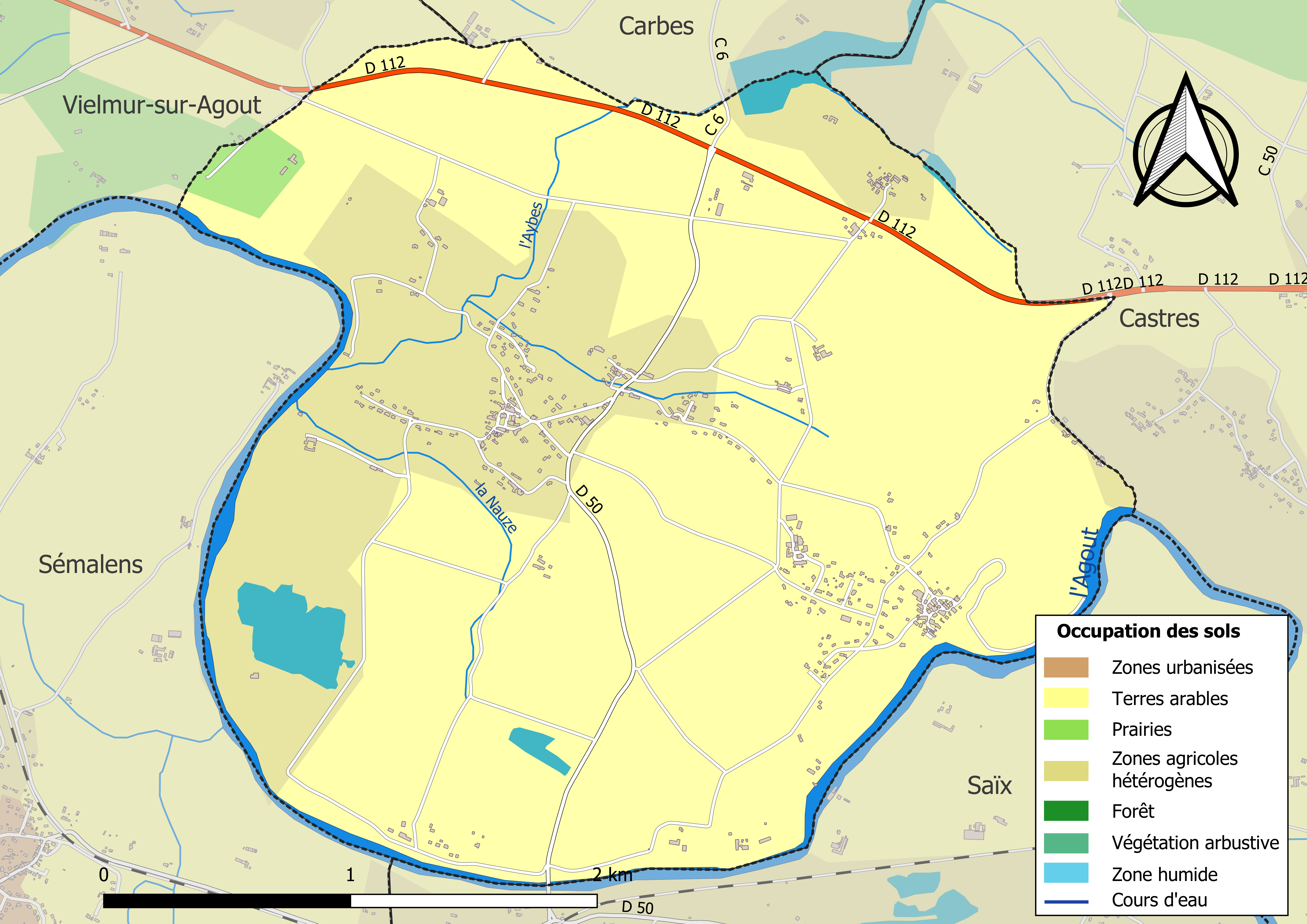
Carte des infrastructures et de l'occupation des sols de la commune en 2018 (CLC).

### Risques majeurs
Le territoire de la commune de Fréjeville est vulnérable à différents aléas naturels : météorologiques (tempête, orage, neige, grand froid, canicule ou sécheresse), inondations, mouvements de terrains et séisme (sismicité très faible). Il est également exposé à deux risques technologiques,  le transport de matières dangereuses et la rupture d'un barrage. Un site publié par le BRGM permet d'évaluer simplement et rapidement les risques d'un bien localisé soit par son adresse soit par le numéro de sa parcelle.

#### Risques naturels
Certaines parties du territoire communal sont susceptibles d’être affectées par le risque d’inondation par débordement de cours d'eau, notamment l'Agout. La cartographie des zones inondables en ex-Midi-Pyrénées réalisée dans le cadre du XIe Contrat de plan État-région, visant à informer les citoyens et les décideurs sur le risque d’inondation, est accessible sur le site de la DREAL Occitanie. La commune a été reconnue en état de catastrophe naturelle au titre des dommages causés par les inondations et coulées de boue survenues en 1982, 1995, 1996 et 1999,.
Fréjeville est exposée au risque de feu de forêt. En 2022, il n'existe pas de Plan de Prévention des Risques incendie de forêt (PPRif). Le débroussaillement aux abords des maisons constitue l’une des meilleures protections pour les particuliers contre le feu,.

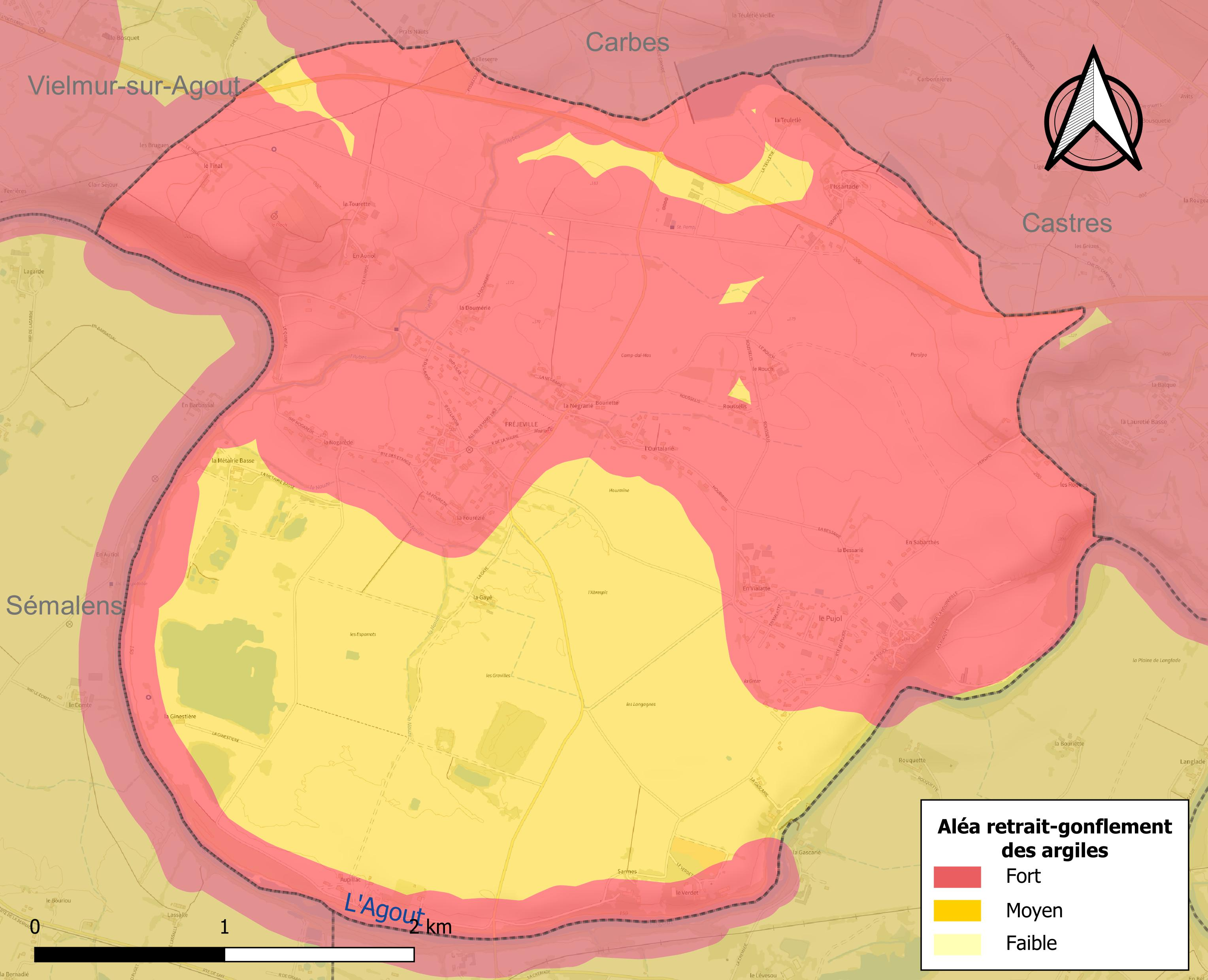
Carte des zones d'aléa retrait-gonflement des sols argileux de Fréjeville.

La commune est vulnérable au risque de mouvements de terrains constitué principalement du retrait-gonflement des sols argileux. Cet aléa est susceptible d'engendrer des dommages importants aux bâtiments en cas d’alternance de périodes de sécheresse et de pluie. La totalité de la commune est en aléa moyen ou fort (76,3 % au niveau départemental et 48,5 % au niveau national). Sur les 265 bâtiments dénombrés sur la commune en 2019, 265 sont en aléa moyen ou fort, soit 100 %, à comparer aux 90 % au niveau départemental et 54 % au niveau national. Une cartographie de l'exposition du territoire national au retrait gonflement des sols argileux est disponible sur le site du BRGM,.
Par ailleurs, afin de mieux appréhender le risque d’affaissement de terrain, l'inventaire national des cavités souterraines permet de localiser celles situées sur la commune.

#### Risques technologiques
Le risque de transport de matières dangereuses sur la commune est lié à sa traversée par des infrastructures routières ou ferroviaires importantes ou la présence d'une canalisation de transport d'hydrocarbures. Un accident se produisant sur de telles infrastructures est susceptible d’avoir des effets graves sur les biens, les personnes ou l'environnement, selon la nature du matériau transporté. Des dispositions d’urbanisme peuvent être préconisées en conséquence.
La commune est en outre située en aval d'un barrage de classe A. À ce titre elle est susceptible d’être touchée par l’onde de submersion consécutive à la rupture de cet ouvrage.

## Histoire
Des fouilles effectuées dans la commune indiquent que la plaine de Fréjeville a été romanisée assez tôt (Ier siècle avant notre ère), l'exploitation des données ayant révélé l'existence d'une villa gallo-romaine. La ville s'est d'abord appelée frigida villa, la ville froide, probablement en raison de sa proximité avec l'Agout et du brouillard d'évaporation qu'il peut engendrer. Cette dénomination apparait d'abord durant le Haut Moyen Âge (Grégoire de Tours mentionne ce nom mais sans préciser sa localisation exacte) et avec certitude autour du Xe siècle.
Au Moyen Âge, Fréjeville formait un consulat distinct du Pujol. Au XVIIe siècle la paroisse Saint-Hilaire dont l'église était (et est encore) située dans le village de Fréjeville regroupait les deux consulats du Pujol et de Fréjeville. Le Pujol constitue depuis la Révolution un hameau sur la commune de Fréjeville. Jusqu'en 1789 Le Pujol et Fréjeville participaient de la vicomté de Lautrec mais relevaient de la seigneurie directe de l'abbaye bénédictine de Vielmur (Vielmur-sur-Agout).

### Héraldique
| Fréjeville | Son blasonnement est : D'or aux deux pointes d'azur posées en chevron. |

## Politique et administration
| Période                                  | Période  | Identité           | Étiquette      | Qualité |
| ---------------------------------------- | -------- | ------------------ | -------------- | ------- |
| 1995                                     | 2008     | Jean-Louis Laroque | Sans-Étiquette |         |
| 2008                                     | 2014     | Michel Maurel      | UMP            |         |
| 2014                                     | 2021     | Claude Alba        | Sans étiquette |         |
| 2021                                     | En cours | José Nunes         | Sans étiquette |         |
| Les données manquantes sont à compléter. |          |                    |                |         |

## Démographie
| 1793 | 1800 | 1806 | 1821 | 1831 | 1836 | 1841 | 1846 | 1851 |
| ---- | ---- | ---- | ---- | ---- | ---- | ---- | ---- | ---- |
| 660  | 399  | 412  | 310  | 367  | 363  | 416  | 664  | 661  |

| 1856 | 1861 | 1866 | 1872 | 1876 | 1881 | 1886 | 1891 | 1896 |
| ---- | ---- | ---- | ---- | ---- | ---- | ---- | ---- | ---- |
| 648  | 623  | 568  | 550  | 552  | 520  | 519  | 478  | 465  |

| 1901 | 1906 | 1911 | 1921 | 1926 | 1931 | 1936 | 1946 | 1954 |
| ---- | ---- | ---- | ---- | ---- | ---- | ---- | ---- | ---- |
| 446  | 430  | 420  | 367  | 400  | 364  | 370  | 332  | 350  |

| 1962 | 1968 | 1975 | 1982 | 1990 | 1999 | 2006 | 2008 | 2013 |
| ---- | ---- | ---- | ---- | ---- | ---- | ---- | ---- | ---- |
| 334  | 361  | 330  | 409  | 441  | 476  | 600  | 636  | 639  |

| 2018 | 2022 | - | - | - | - | - | - | - |
| ---- | ---- | - | - | - | - | - | - | - |
| 682  | 721  | - | - | - | - | - | - | - |

## Économie

### Revenus
En 2018, la commune compte 249 ménages fiscaux, regroupant 691 personnes. La médiane du revenu disponible par unité de consommation est de 22 090 € (20 400 € dans le département).

### Emploi
|                | 2008  | 2013  | 2018  |
| -------------- | ----- | ----- | ----- |
| Commune        | 2,5 % | 3,7 % | 8,7 % |
| Département    | 8,2 % | 9,9 % | 10 %  |
| France entière | 8,3 % | 10 %  | 10 %  |

En 2018, la population âgée de 15 à 64 ans s'élève à 437 personnes, parmi lesquelles on compte 80,8 % d'actifs (72,1 % ayant un emploi et 8,7 % de chômeurs) et 19,2 % d'inactifs,. Depuis 2008, le taux de chômage communal (au sens du recensement) des 15-64 ans est inférieur à celui de la France et du département.
La commune fait partie de la couronne de l'aire d'attraction de Castres, du fait qu'au moins 15 % des actifs travaillent dans le pôle,. Elle compte 98 emplois en 2018, contre 92 en 2013 et 86 en 2008. Le nombre d'actifs ayant un emploi résidant dans la commune est de 319, soit un indicateur de concentration d'emploi de 30,7 % et un taux d'activité parmi les 15 ans ou plus de 65,7 %.
Sur ces 319 actifs de 15 ans ou plus ayant un emploi, 28 travaillent dans la commune, soit 9 % des habitants. Pour se rendre au travail, 91,2 % des habitants utilisent un véhicule personnel ou de fonction à quatre roues, 1,6 % les transports en commun, 3,4 % s'y rendent en deux-roues, à vélo ou à pied et 3,8 % n'ont pas besoin de transport (travail au domicile).

### Activités hors agriculture
29 établissements sont implantés  à Fréjeville au 31 décembre 2019.
Le secteur des activités spécialisées, scientifiques et techniques et des activités de services administratifs et de soutien est prépondérant sur la commune puisqu'il représente 24,1 % du nombre total d'établissements de la commune (7 sur les 29 entreprises implantées  à Fréjeville), contre 13,8 % au niveau départemental.

### Agriculture
La commune est dans la « plaine de l'Albigeois et du Castrais », une petite région agricole occupant le centre du département du Tarn. En 2020, l'orientation technico-économique de l'agriculture  sur la commune est la polyculture et/ou le polyélevage. 
|               | 1988 | 2000 | 2010 | 2020 |
| ------------- | ---- | ---- | ---- | ---- |
| Exploitations | 37   | 24   | 20   | 14   |
| SAU (ha)      | 794  | 703  | 769  | 665  |

Le nombre d'exploitations agricoles en activité et ayant leur siège dans la commune est passé de 37 lors du recensement agricole de 1988  à 24 en 2000 puis à 20 en 2010 et enfin à 14 en 2020, soit une baisse de 62 % en 32 ans. Le même mouvement est observé à l'échelle du département qui a perdu pendant cette période 58 % de ses exploitations,. La surface agricole utilisée sur la commune a également diminué, passant de 794 ha en 1988 à 665 ha en 2020. Parallèlement la surface agricole utilisée moyenne par exploitation a augmenté, passant de 21 à 48 ha.

## Culture locale et patrimoine

### Lieux et monuments

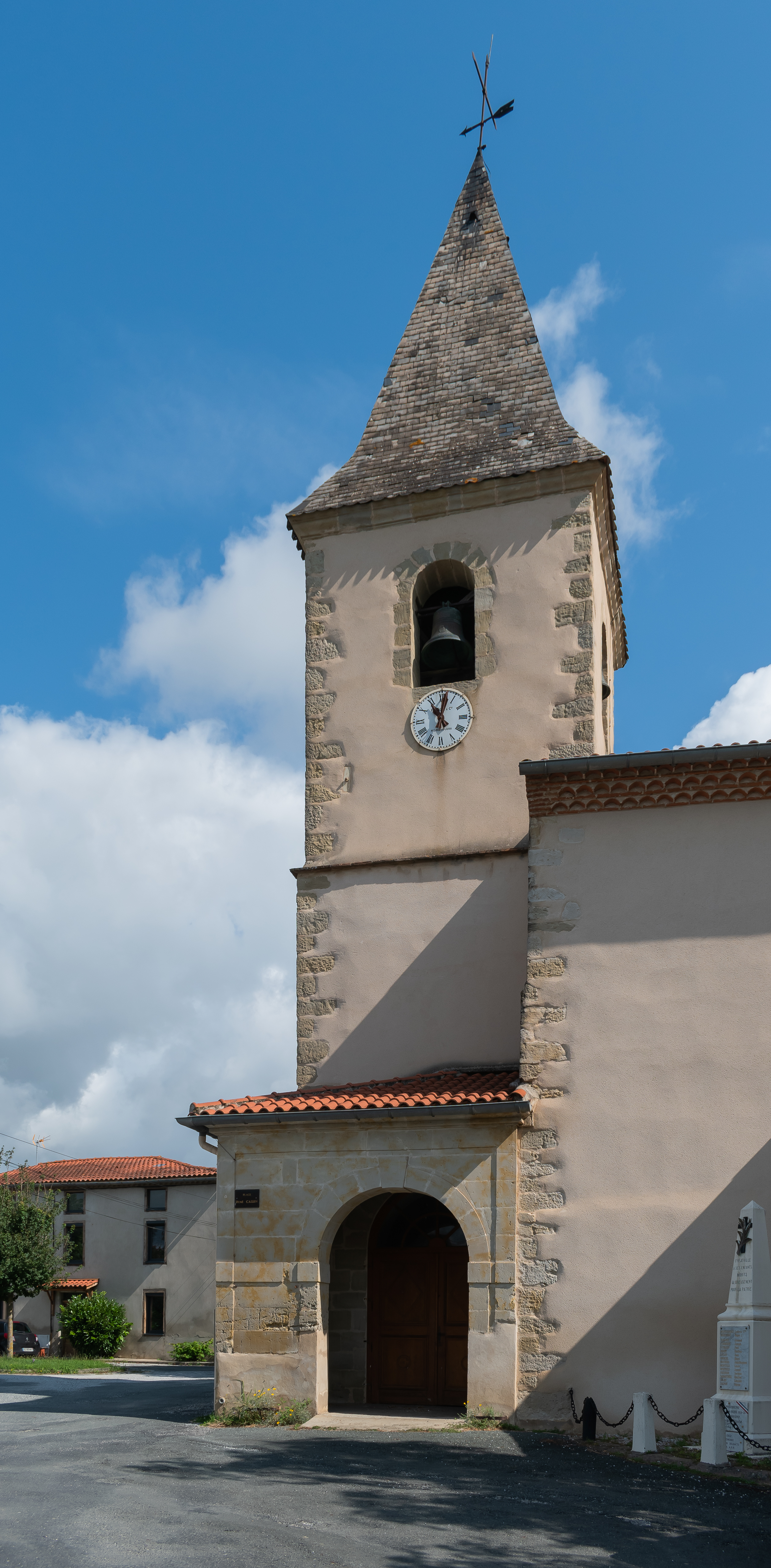
Église-Saint Hilaire de Fréjeville.

- Église Saint-Hilaire de Fréjeville. L'église de taille moyenne fait partie des édifices religieux de la région de Castres reconstruits après les troubles et destructions des guerres de Religion (deuxième moitié du XVIe siècle). Son style très sobre est rehaussé par des apports (fin XVIIIe) de mobiliers venus de l'ancienne chartreuse dite de Saïx à quelques kilomètres de la commune. De façon simplifié cette église peut être dite de style classique (XVIIe siècle).
- Presbytère attenant à l'église. Il a été construit dans les années 1680 par des artisans du Pujol. Son architecture ne révèle rien d'exceptionnel, en revanche le contrat de construction est emblématique des marchés publics truqués déjà en vigueur à la fin du XVIIe siècle[41].
- Fontaine sur la place du village qui n'est pas très ancienne.
- Statue de saint Barthélémy, au lieudit le Pujol, et deux croix, une proche de la statue et une autre à l'autre extrémité du hameau.
- Pigeonniers à Sarmes, au Verdet et près du lieu-dit le Rouch.
- Motte, située sur une terrasse bordant la rive droite de l'Agout au sommet d'une falaise d'environ 50 m de hauteur, au lieu-dit Le Cluzel, mentionnés par J. Bordenave et M. Vialelle. La motte, de forme rectangulaire, mesure 15 à 18 m de long, pour 7 à 8 m de largeur et 2 m de hauteur. Au-dessous de la motte, dans la pente, on note la présence du « cruzel » complètement effondré[42].
- Tumulus au lieu-dit Tinal. Le tumulus, qui mesure 45 m de long sur 15 m de large, et haut de 4 m au nord et 6 m au sud, est orienté est-ouest. À 20 m en contrebas s'ouvre l'entrée d'un souterrain creusé dans le grès tendre est rempli jusqu'au ras de la voûte et au pied même du tumulus l'entrée de trois fosses[43].